# Мессьє 86

Мессьє 86 (М86, інші позначення -NGC 4406,UGC 7532,MCG 2-32-46, ZWG 70.72, VCC 881, PGC 40653) — галактика у сузір'ї Діви.
Цей об'єкт входить у число перерахованих в оригінальній редакції нового загального каталогу.
Дана галактика входить до скупчення галактик у сузір'ї Діви.

## Відкриття
Відкривачем цього об'єкта є Шарль Мессьє, який вперше спостерігав за об'єктом 18 березня 1781.

## Дослідження

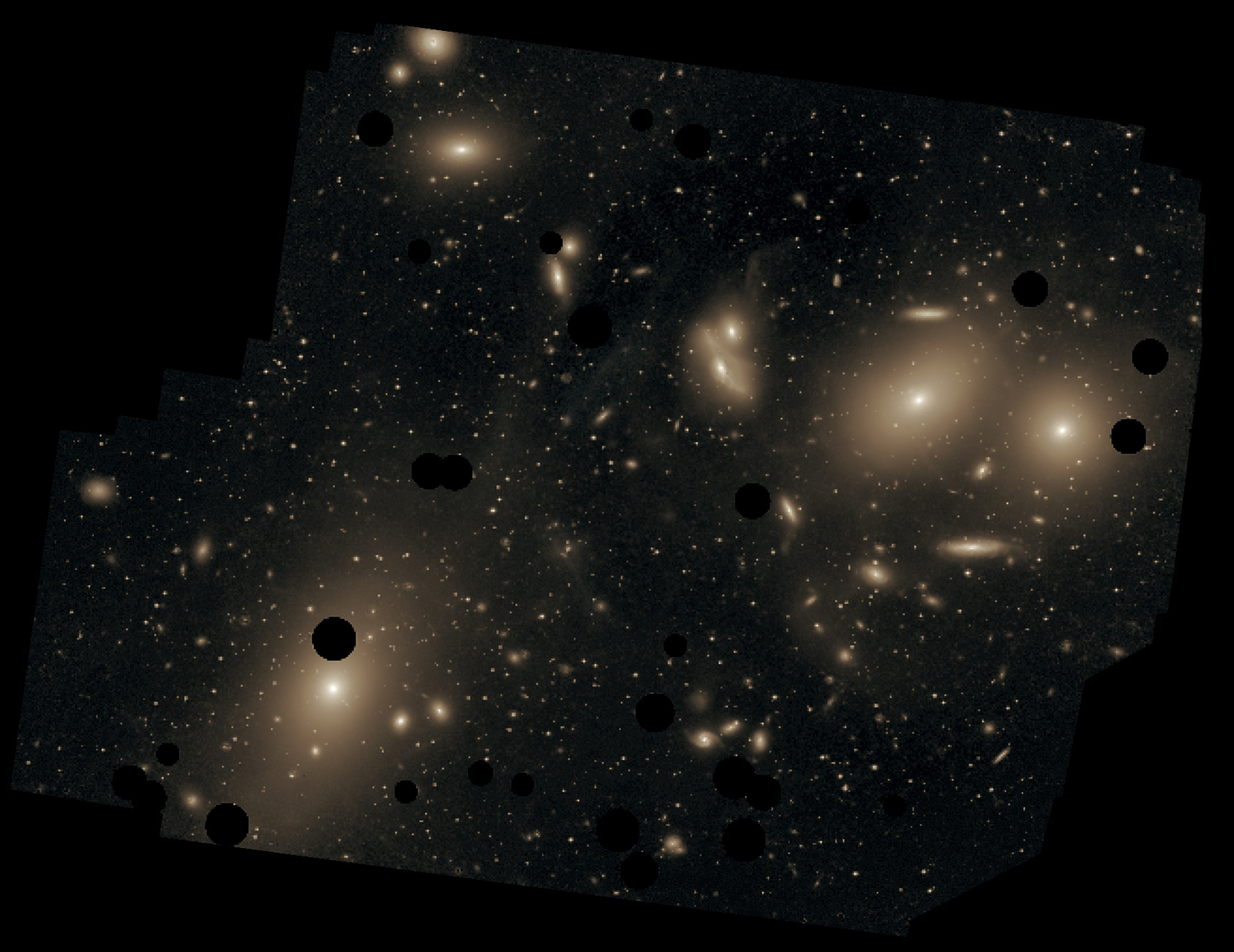
The Virgo Cluster of galaxies (Burrell Schmidt telescope)

У ході досліджень проведених в Єльському університеті за допомогою телескопу Національної обсерваторії оптичної астрономії були виявлені нитки теплого газу (в основному іонізованого водню), які утворюють перемичку між галактикою NGC 4438 і галактикою М86.
Передбачається, що нитки утворилися в результат високошвидкісного зіткнення галактик (М86 набагато важче, ніж NGC 4438). У результаті подібного зіткнення міжзоряний газ розігрівається, що перешкоджає утворенню стійких газових скупчень, з яких пізніше могли сформуватися нові зірки.

## Навігатори
| ◄ NGC 4402 \| NGC 4403 \| NGC 4404 \| NGC 4405 \| NGC 4406 \| NGC 4407 \| NGC 4408 \| NGC 4409 \| NGC 4410A ► |

Координати:  12г 26м 11.7с, +12° 56′ 46″